# Melanocoris
Melanocoris is een geslacht van wantsen uit de familie bloemwantsen (Anthocoridae). Het geslacht werd voor het eerst wetenschappelijk beschreven door Champion in 1900.

## Soorten
Het genus bevat de volgende soorten:

- Melanocoris longirostris Kelton, 1977
- Melanocoris nigricornis Van Duzee, 1921
- Melanocoris obovatus Champion, 1900
- Melanocoris pingreensis (Drake & Harris, 1926)